# Благовіщення в християнському мистецтві
Благовіщення — одна з найпоширеніших тем християнського мистецтва. Перші зображення датуються періодом раннього християнства. У римських катакомбах Прісцилли знаходиться найстаріша з відомих фресок Благовіщення. Вона датується IV століттям.
У сцені зображенні Діва Марія і ангел Гавриїлом, який повідомляє про непорочне зачаття Сина Божого. Вона є однією з основних у зображення Діви Марії і першою про життя Ісуса Христа. Фрески, що зображують цю сцену, з'являлися в римсько-католицьких маріанських церквах протягом століть, і це тема, якою займаються багато художників.

## Середньовіччя та Відродження
Сюжет був особливо популярним у середні віки і епоху Відродження, він з'являється у творчості майже всіх великих майстрів. Фігури Діви Марії та архангела Гавриїла були улюбленими предметами римсько-католицького маріанського мистецтва. Роботи на цю тему створили Сандро Боттічеллі, Леонардо да Вінчі, Караваджо, Дуччо ді Буонінсеня, Ян ван Ейк, Мурільо та тисячі інших художників.
Композиція зображень консервативні, Гавриїл, як правило, стоїть ліворуч, обличчям до Діви. Вона, зазвичай, сидить або стоїть на колінах (принаймні на пізніших зображеннях). Як правило, Гавриїл зображений майже в профіль, тоді як Богородиця звернена вперед. 

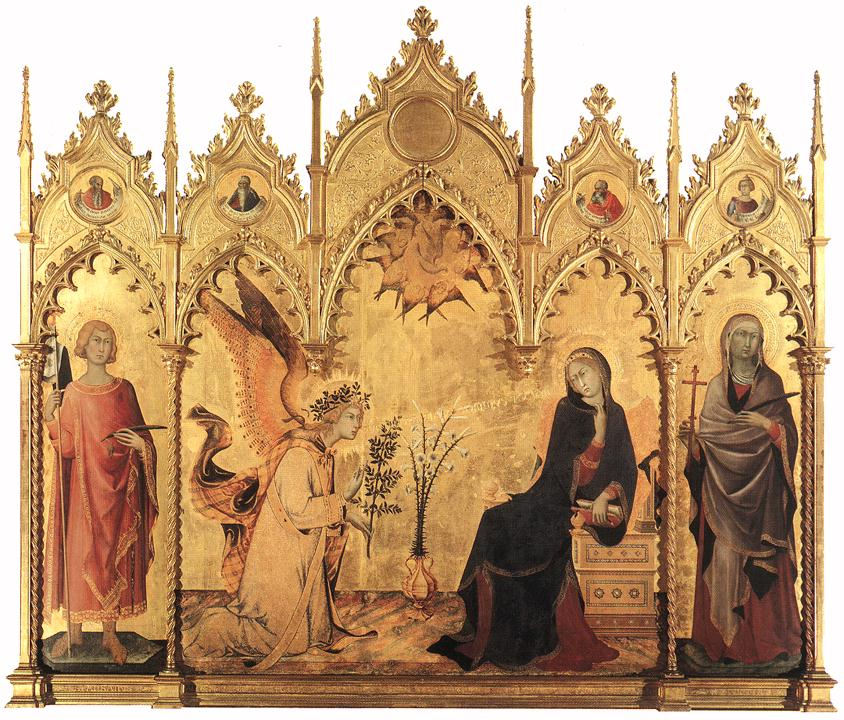
Богородиця неохоче зменшується в Благовіщенні зі свв. Маргарет та Ансанус,1333 рік
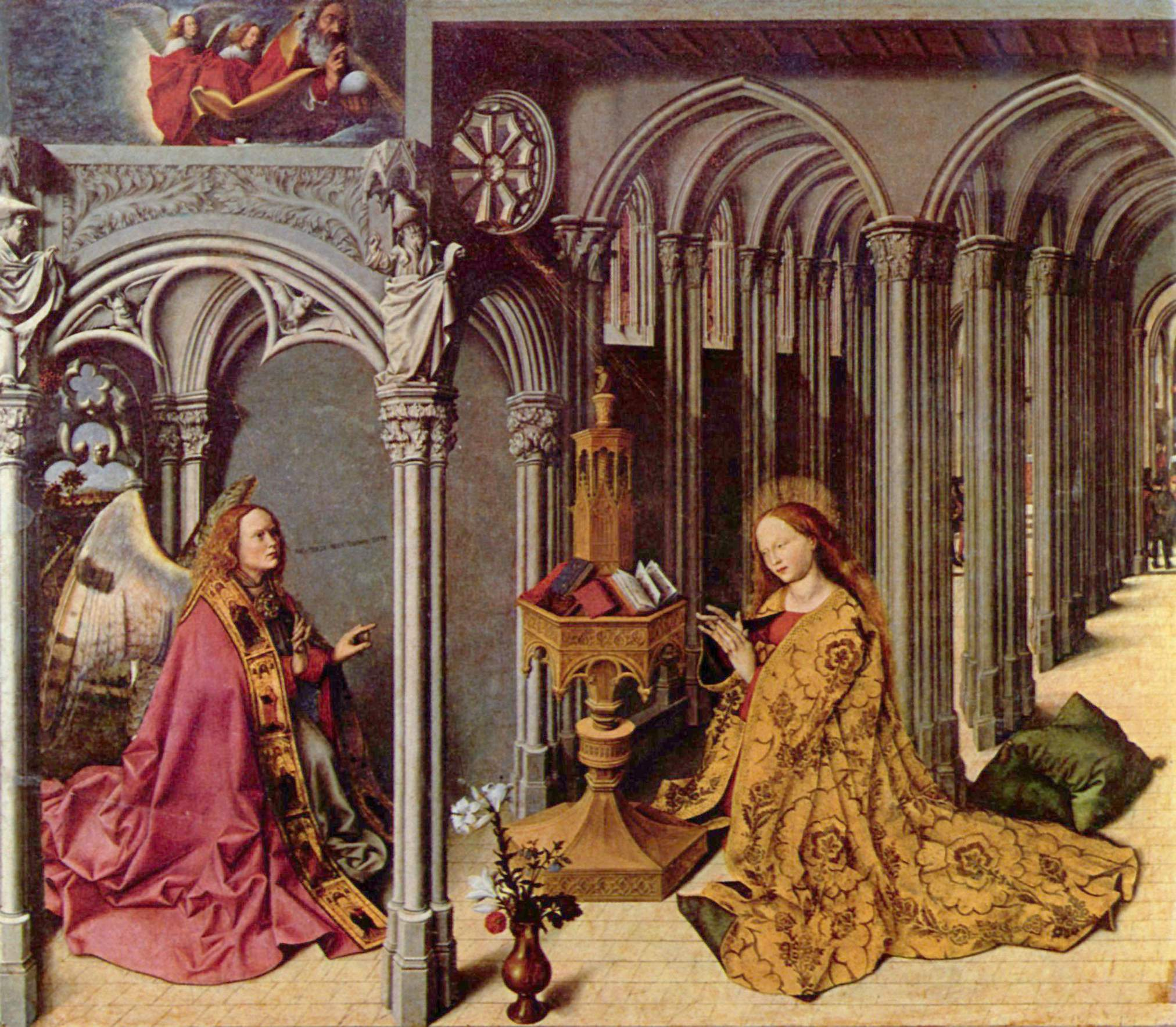
Екс-Благовіщення, як правило, приписується Бартелемі д'Ейку, c. 1443–1445
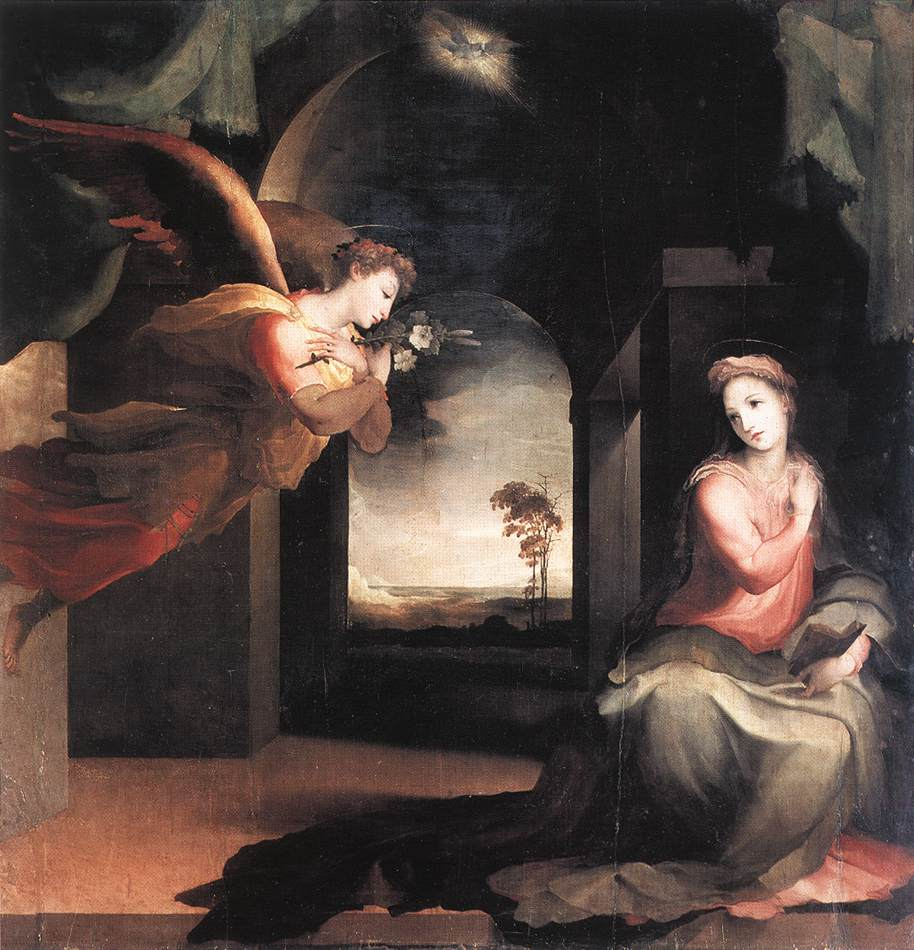
Доменіко Беккафумі, 1545 рік

## Візантійський обряд
Ікони візантійського обряду, зазвичай, навіть більш регламентовані, ніж середньовічні католицькі зображення. Богородиця майже завжди знаходиться праворуч, зазвичай вона стоїть або сидить на троні. Ці стилі, як правило, копіювались на Заході, приблизно до XIII століття.
Через природну композицію сцени у вигляді двох фігур, спрямованих один на одного, суб’єкта часто застосовували в оздобленні диптиху або тимпанеуму (оздобленої арки над дверним отвором). У церквах візантійського обряду Благовіщення зазвичай зображають на Святих Дверях (декоративний дверний проріз, що веде від нефу до святині), а на Заході дві фігури зустрічаються також на різних поверхнях, на зовнішніх панелях поліптихів.

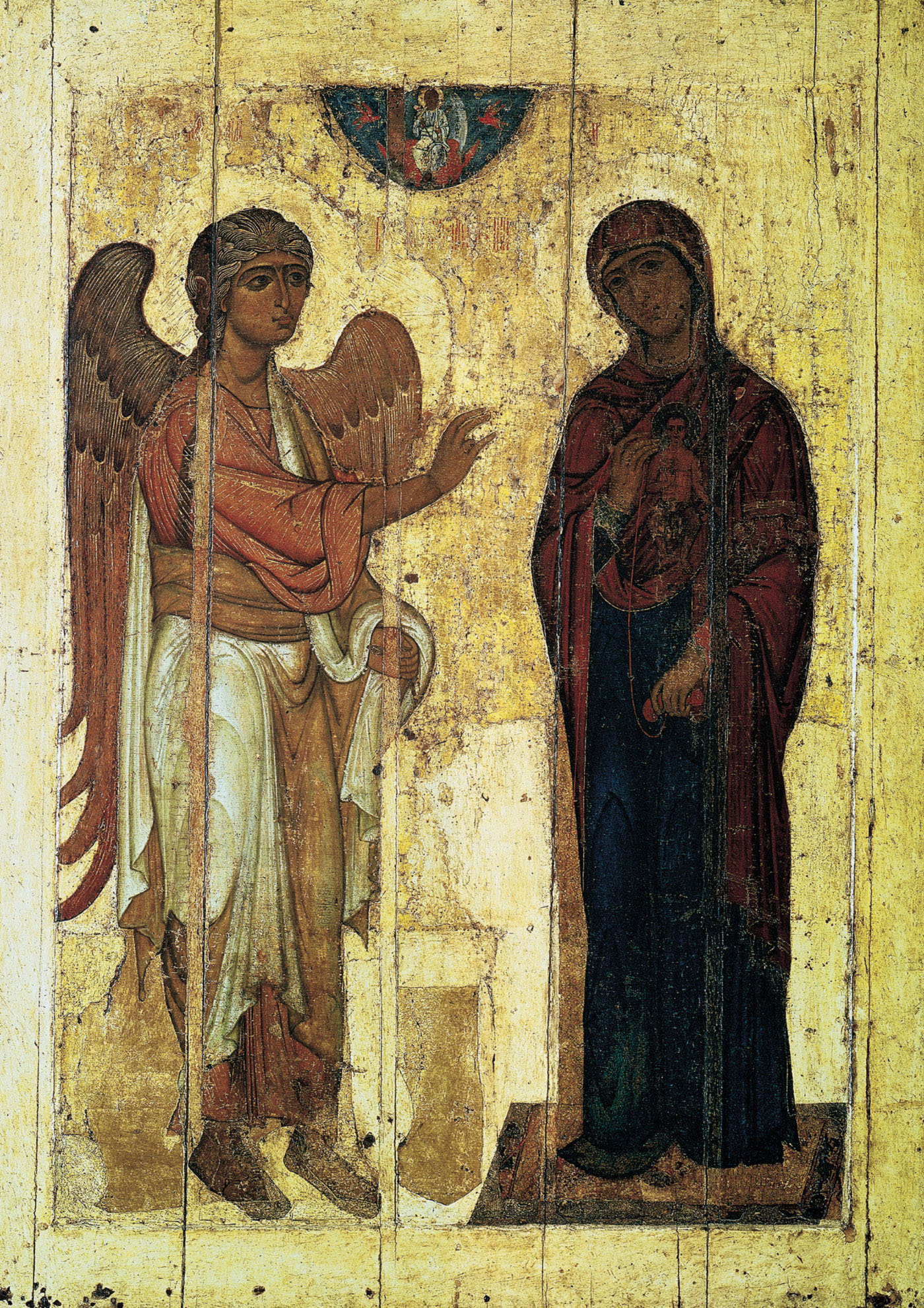
Благовіщення Устюга, XII століття
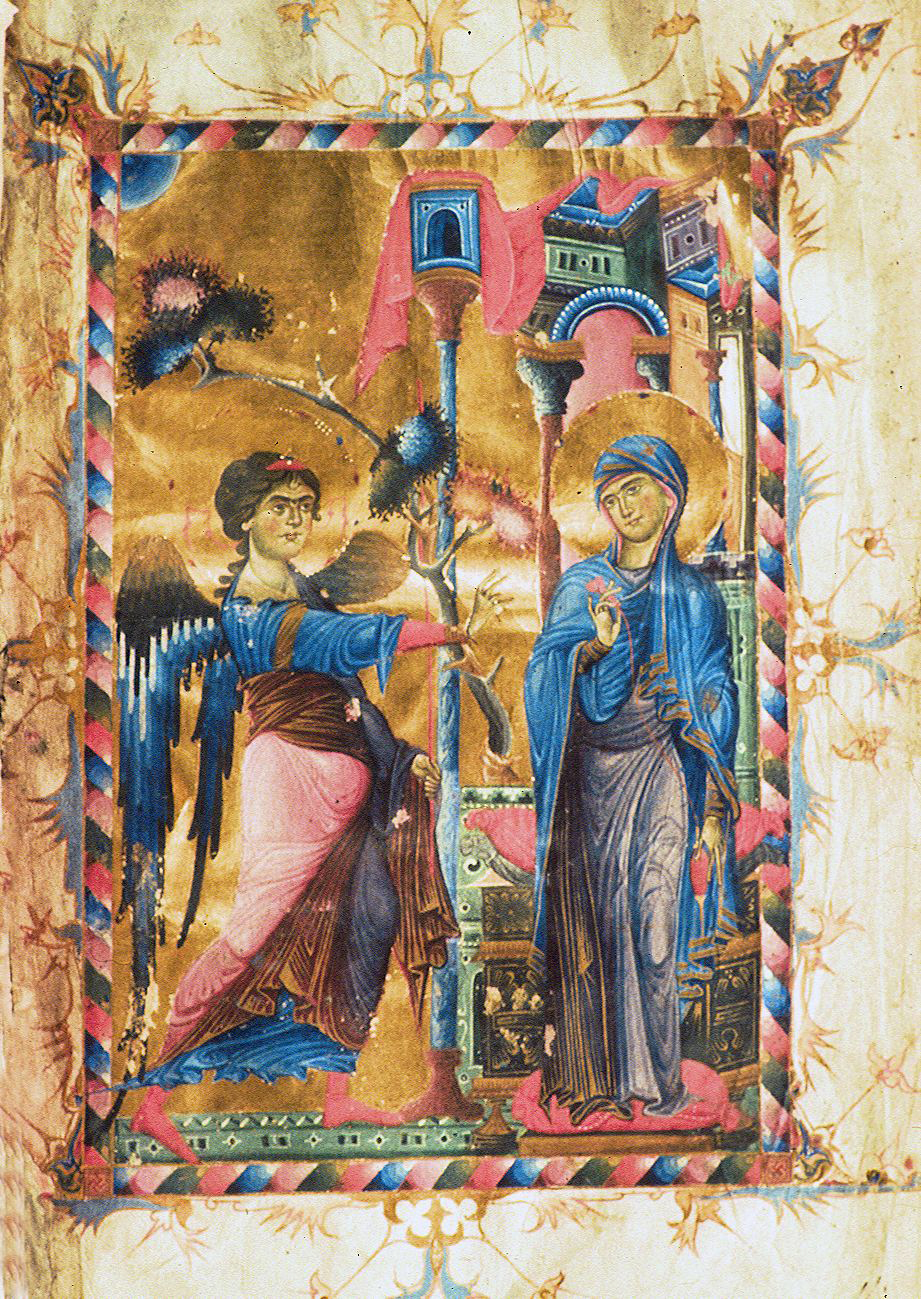
«Благовіщення», вірменська ілюмінація з Євангелія XIII століття (1287, Матенадаран)
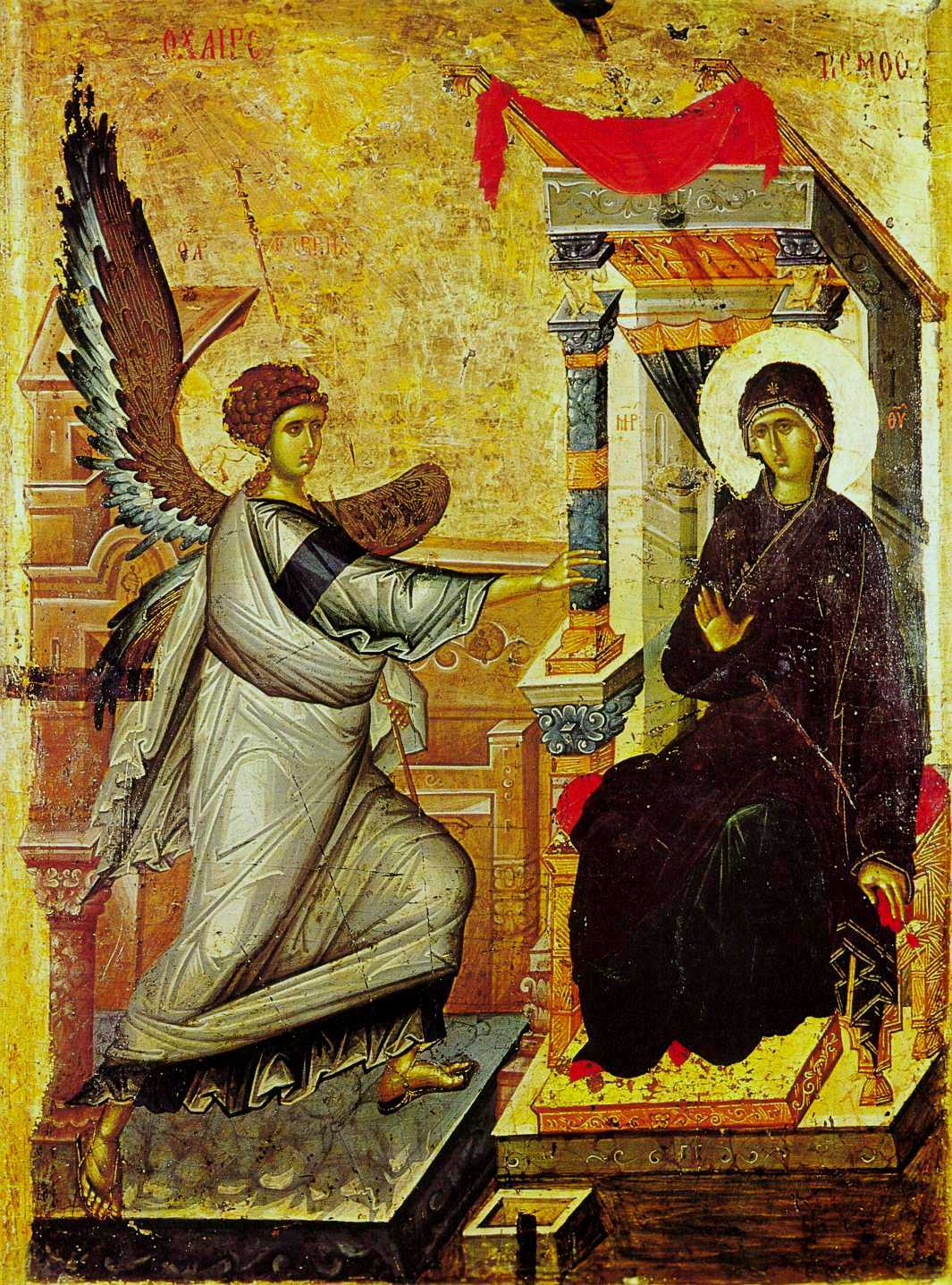
Візантійська ікона, початок XIV століття